# Cordylepherus oberthuerii
Cordylepherus oberthuerii é uma espécie de insetos coleópteros polífagos pertencente à família Malachiidae.
A autoridade científica da espécie é Uhagon, tendo sido descrita no ano de 1879.
Trata-se de uma espécie presente no território português.